# The English Riviera
Albums de Metronomy
Nights Out
(2008) Love Letters
(2014)
The English Riviera est le troisième album du groupe anglais Metronomy, sorti le 8 avril 2011 chez Because Music. Le groupe présente lui-même cet album comme « La rencontre entre Daft Punk et The Eagles ! ».
L'album a été nommé pour le Mercury Prize en 2011 mais ne l'a pas remporté (victoire de PJ Harvey pour Let England Shake).

## Réception critique
L'album a été reconnu par beaucoup de médias spécialisés comme un des grands disques de l'année 2011. Pour le magazine Tsugi, « The English Riviera est le chef-d'œuvre dont LCD Soundsystem n’a pas encore réussi à accoucher » et ajoute qu'avec ce « TRÈS grand disque […] Metronomy vient d'entrer dans l'histoire ». Les Inrockuptibles évoquent, quant à eux, « un album sophistiqué » qui constitue un « merveilleux travail de rénovation de la pop-music ».
Pour le mensuel Magic ce troisième album introduit de « substantielles et passionnantes modifications dans l’univers en expansion du groupe » et ajoute que « Metronomy se balade avec une aisance déconcertante sur tous les terrains possibles ». Thomas Bartel conclut en disant que le groupe est en « plein épanouissement » et « tutoie l'excellence ». Le Parisien parle d'un troisième album « époustouflant » ou encore « fabuleux », « truffé de pépites planantes ».

## Sortie
| Pays        | Date            | Label                                             |
| ----------- | --------------- | ------------------------------------------------- |
| Irlande     | 8 avril 2011    | Because Music                                     |
| Royaume-Uni | 11 avril 2011   | Because Music                                     |
| France      | 11 avril 2011   | Warner Music                                      |
| Allemagne   | 15 avril 2011   | Warner Music                                      |
| Australie   | 6 mai 2011      | Because Music                                     |
| Canada      | 31 mai 2011     | Warner Music                                      |
| États-Unis  | 26 juillet 2011 | Because Music, Big Beat Records, Atlantic Records |

### Classements
Magic a placé The English Riviera au quatrième rang de son classement des 30 meilleurs albums de 2011 tandis que les internautes de magazine l'ont placé au premier rang faisant également de Metronomy le groupe ou artiste étranger de l'année. Le titre The Bay figure quant à lui à la septième position dans le classement des 15 meilleurs singles de l'année du magazine.
NME considère l'album comme le deuxième meilleur album de 2011, derrière Let England Shake.

## Pistes
| No  | Titre                  | Durée |
| --- | ---------------------- | ----- |
| 1.  | The English Riviera    | 0:37  |
| 2.  | We Broke Free          | 4:05  |
| 3.  | Everything Goes My Way | 3:30  |
| 4.  | The Look (single)      | 4:37  |
| 5.  | She Wants (single)     | 3:51  |
| 6.  | Trouble                | 4:46  |
| 7.  | The Bay (single)       | 4:50  |
| 8.  | Loving Arm             | 3:31  |
| 9.  | Corinne                | 3:16  |
| 10. | Some Written           | 6:03  |
| 11. | Love Underlined        | 5:57  |